# フェルディナンド・ダラゴーナ (モンタルト公)

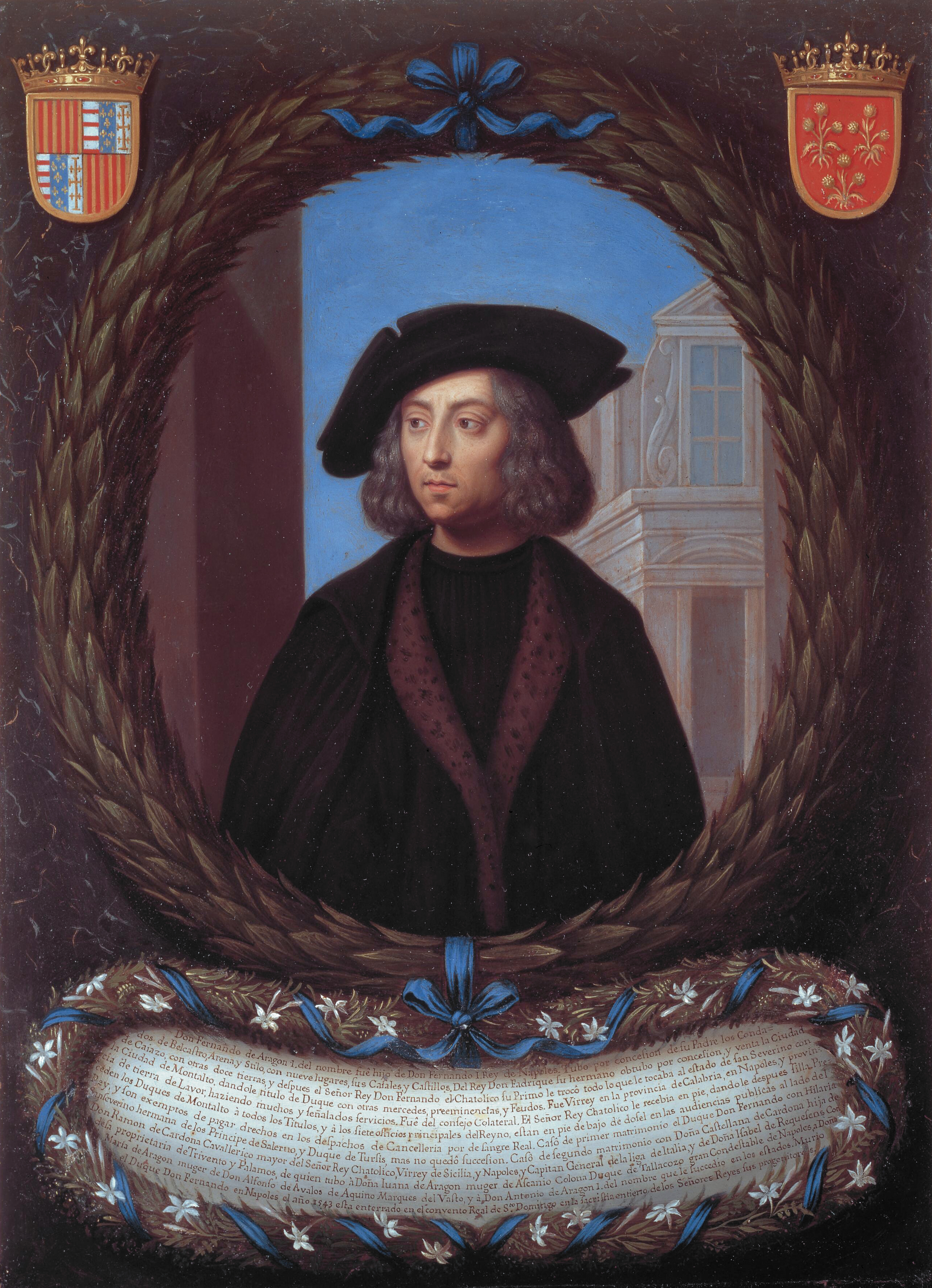
モンタルト公爵フェルディナンド、フアン・アイェルベ（Juan Ayerbe）画（以前はルイジ・プリーモに仮託されていた）、1657年

フェルディナンド・ダラゴーナ（Ferdinando d'Aragona, duca di Montalto, ? - 1542年）は、南伊ナポリ王国の王室メンバー。ナポリ王フェルディナンド1世（フェランテ）の非嫡出子。王家一族からは、父と同じくフェランテ（Ferrante d'Aragona）と通称された。
生母はフェランテ王の側妾の1人ジョヴァネッラ・カラッチョーロとされるが、別の側妾ディアナ・グアルダートとする説もある。1507年、アラゴン王・ナポリ王フェルナンド2世よりモンタルト公爵位を受けた。
生涯に2度結婚した。最初の妻アンナ・サンセヴェリーノとは間に子のないまま死別。2番目の妻カテリーナ・カステラーナ・デ・カルドナとの間に3人の子をもうけた。
- ジョヴァンナ（1502年 - 1575年） - パリアーノ公爵アスカーニオ1世・コロンナ（イタリア語版）と結婚
- マリーア（1503年 - 1568年） - デル・ヴァスト侯爵アルフォンソ3世・ダヴァロス（英語版）と結婚
- アントーニオ（1506年 - 1543年） - 第2代モンタルト公爵、ウルビーノ公フランチェスコ・マリーア1世・デッラ・ローヴェレの娘イッポーリタと結婚